# Pronkstilleven

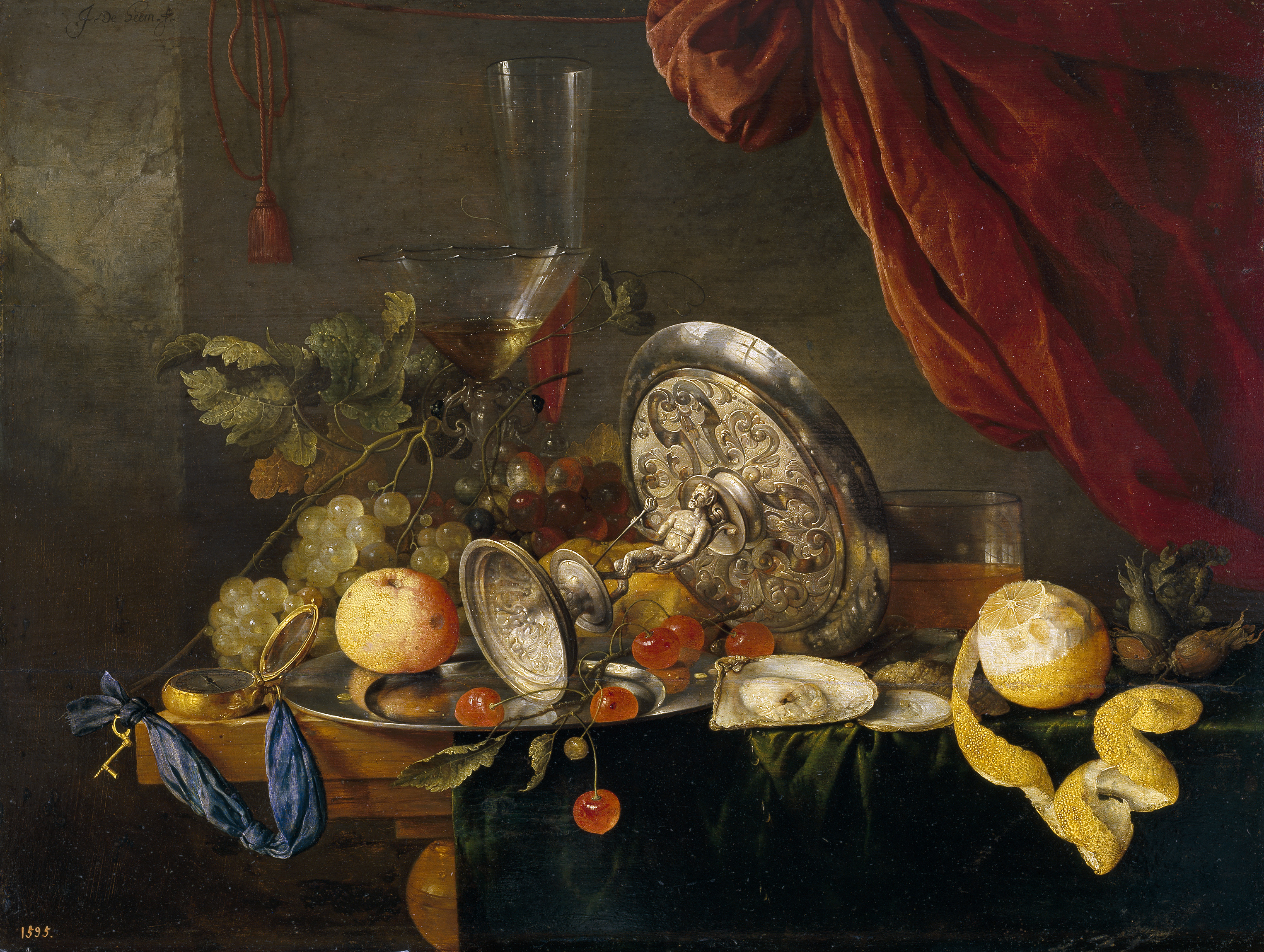
Pronkstilleven (Jan Davidsz. de Heem)

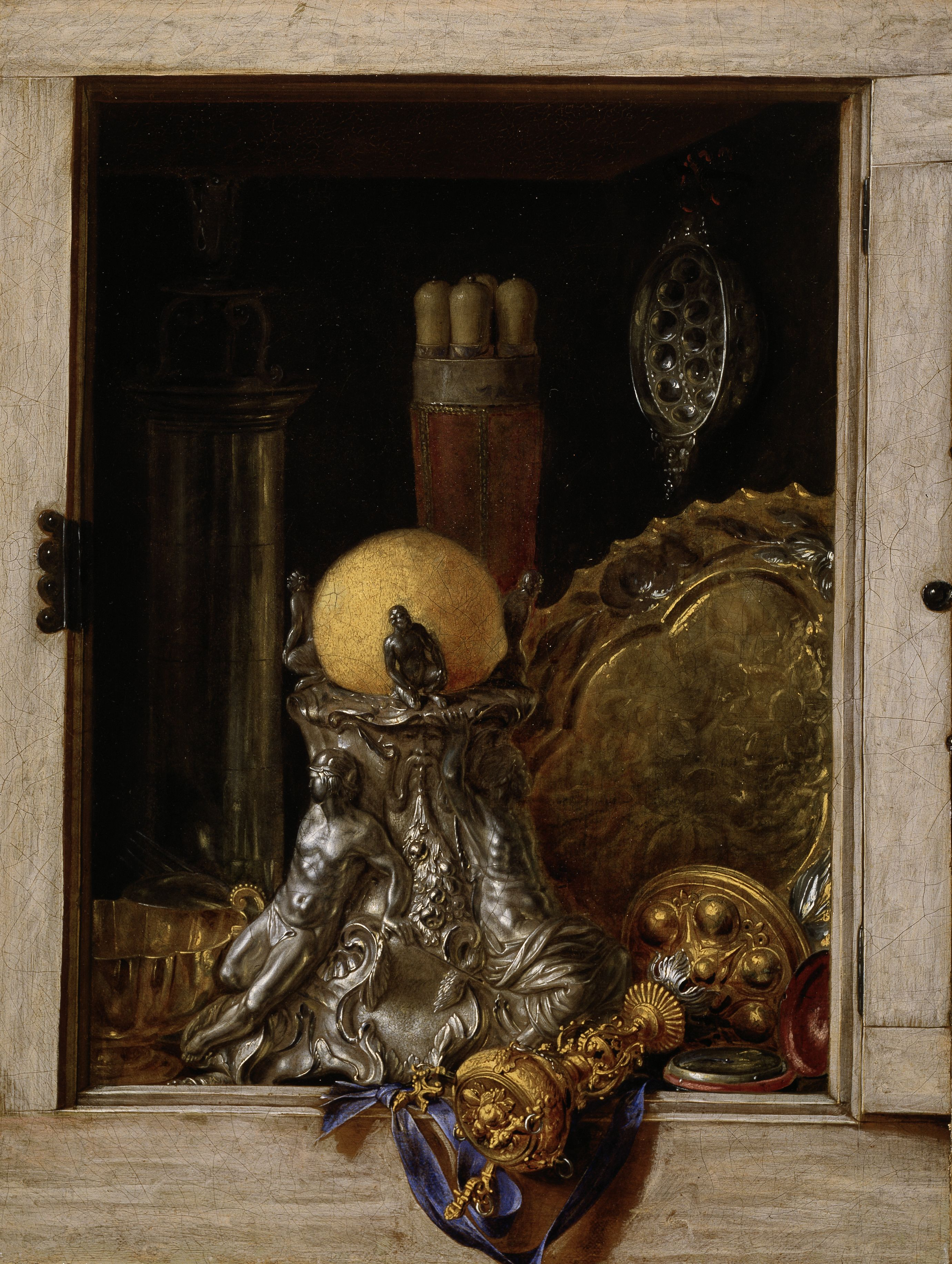
Zilverwerk in een open kast, een pronkstilleven in een trompe-l'oeil. (Cornelis Norbertus Gysbrechts)

Een pronkstilleven is een stilleven dat zich kenmerkt door pracht en praal, vaak uitgedrukt in waardevolle of zeldzame objecten, etenswaren en bloemen. 
De zeventiende-eeuwse welvarend geworden Hollandse burgerij wilde haar rijkdom laten zien. Dat deed zij onder andere met pronkstillevens. Deze schilderijen onderscheiden zich door grote en complexe composities en uitbundig kleurgebruik. Het pronkstilleven toont de welvaart met overladen tafels vol luxe voorwerpen zoals zilverwerk, porselein en glaswerk. Het weerspiegelt de hang naar luxe en rijkdom. Pronkstillevens zijn ook wel geïnterpreteerd als vanitas-schilderijen, met symbolen die de vergankelijkheid van aardse bezittingen benadrukken en de toeschouwer herinneren aan de noodzaak van matigheid en zelfbeheersing.
Dit type kunst ontstond in de jaren 1640 in Antwerpen, met kunstenaars zoals Frans Snyders en Adriaen van Utrecht, en werd snel populair in Noordelijk Nederland, met schilders als Jan Davidsz. de Heem, Abraham van Beijeren en Willem Kalf. Andere vertegenwoordigers waren Nicolaes van Veerendael, Alexander Coosemans, Carstian Luyckx, Jasper Geerards en Peter Willebeeck. Cornelis Norbertus Gysbrechts ontwikkelde de stijl verder door pronkstillevens op te nemen in de trompe-l'oeil-composities waar hij bekend om stond.
Hoewel deze stijl zich ontwikkelde in de tweede helft van de 17e eeuw, is de term pronkstilleven zelf van later.